# Bataille de Honkaniemi
Guerre d'Hiver
Batailles
- Tolvajärvi
- Suomussalmi
- Taipale
- Route de Raatte
- Honkaniemi
- Kollaa
- Salla

La bataille de Honkaniemi fut livrée entre les Finlandais et les Soviétiques le 26 février 1940 lors de la guerre d'Hiver. Il s'agit de la seule fois où des chars (Vickers 6-Ton finlandais et T-26 soviétiques) furent employés au cours du conflit.

## Déroulement de la bataille
Le commandant du 2e Corps finlandais, le général Harald Öhquist, avait rattaché le 3e bataillon Jager et la 4e compagnie blindée à la 23e division afin de lancer une contre-attaque contre les Soviétiques. Elle fut un échec, principalement due au fait que les équipages des chars Vickers 6-Ton finlandais (achetés au Royaume-Uni) étaient inexpérimentés et ne disposaient d'aucune communication radio. Les pertes finlandaises s'élevèrent à 33 tués ou blessés et 6 chars détruits tandis que les Soviétiques perdirent 3 chars lors de la bataille.